# Yunchará
Yunchará ist eine Ortschaft im Departamento Tarija im südamerikanischen Anden-Staat Bolivien.

## Lage im Nahraum
Die Flussoase Yunchará ist der zentrale Ort des Municipios Yunchará in der Provinz José María Avilés. Die Ortschaft liegt auf einer Höhe von 3577 m im Biologischen Schutzgebiet Cordillera de Sama zwischen den nord-südlich verlaufenden Höhenzügen der Sierra San Roque und der Cordillera de Sama.

## Geographie
Yunchará liegt im südöstlichen Teil der kargen Hochebene des bolivianischen Altiplano. Das Klima ist wegen der Binnenlage kühl und trocken und durch ein typisches Tageszeitenklima gekennzeichnet, bei dem die Temperaturschwankungen zwischen Tag und Nacht in der Regel deutlich größer sind als die jahreszeitlichen Schwankungen.
Die Jahresdurchschnittstemperatur liegt bei 11 °C und schwankt nur unwesentlich zwischen gut 6 °C im Juni/Juli und gut 14 °C von November bis März (siehe Klimadiagramm). Der Jahresniederschlag beträgt nur knapp 400 mm, mit einer stark ausgeprägten Trockenzeit von April bis Oktober mit Monatsniederschlägen unter 15 mm, und einer Feuchtezeit von Dezember bis Februar mit 80 bis 95 mm Monatsniederschlag.

## Verkehrsnetz
Yunchará liegt 106 Straßenkilometer entfernt von Tarija, der Hauptstadt des gleichnamigen Departamentos.
Von Tarija aus führt die Nationalstraße Ruta 1 über 52 Kilometer in westlicher Richtung, durchquert dabei die Cordillera de Sama und führt weiter nach Potosí. Bei San Lorencito zweigt eine unbefestigte Landstraße in südlicher Richtung ab, durchquert die Pampa de Tajzara mit den Salzseen Laguna Tajzara und Laguna Grande, und biegt knapp 20 Kilometer südlich der Laguna Tajzara dann in westlicher Richtung ab und erreicht nach 54 Kilometern Yunchará. Jenseits von Yunchará führt die Straße 58 Kilometer weiter nach Westen bis zur Ruta 14, die Villazón an der argentinischen Grenze mit der Provinzhauptstadt Tupiza verbindet.

## Bevölkerung
Die Einwohnerzahl der Ortschaft ist in den vergangenen beiden Jahrzehnten auf fast das Vierfache angestiegen:
| Jahr | Einwohner | Quelle       |
| ---- | --------- | ------------ |
| 1992 | 93        | Volkszählung |
| 2001 | 138       | Volkszählung |
| 2012 | 354       | Volkszählung |
| 2024 |           | Volkszählung |